# Strada europea E85
La strada europea E85 è una strada di classe A ed è una dorsale che collega il Nord e il Sud del continente.
In particolare la E85 collega Klaipėda, in Lituania, ad Alessandropoli, in Grecia, con un percorso lungo 2315 km, attraverso Bielorussia, Ucraina, Romania e Bulgaria.

## Percorso
Di seguito sono riportate le principali località toccate dalla strada.

### Lituania

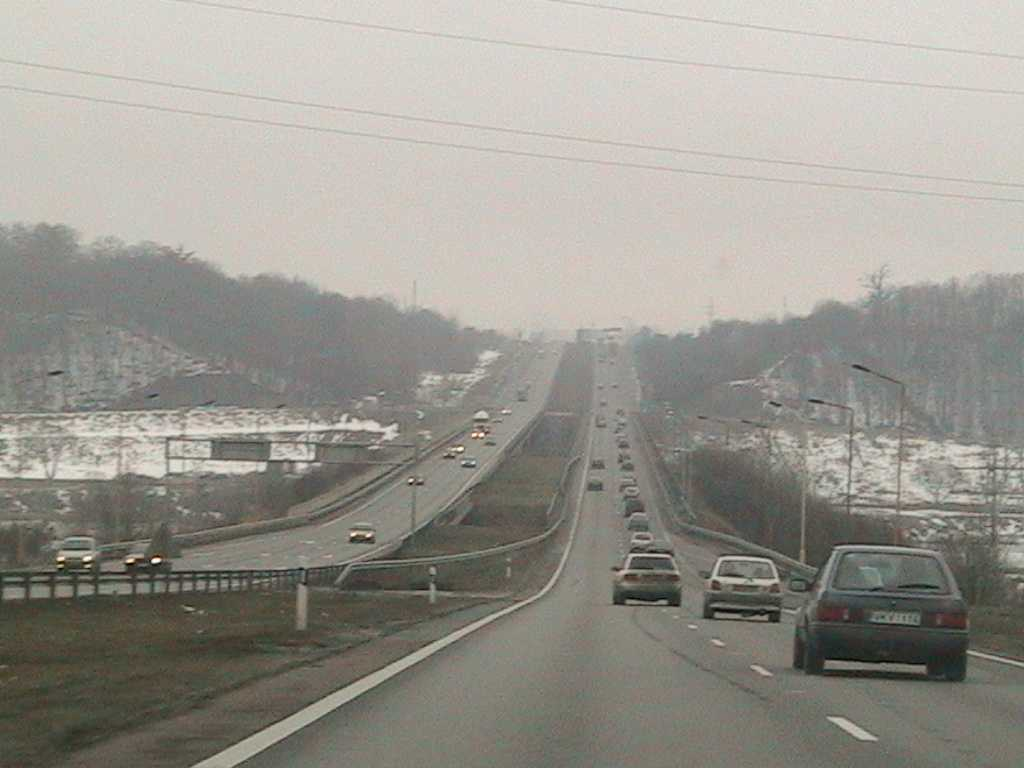
La E85/A1 presso l'attraversamento sul fiume Neris a Kaunas

La strada segue fino a Vilnius la autostrada A1, quindi prosegue sulla strada A15 fino al confine di stato. Le principali località toccate sono le seguenti:
- Klaipėda (intersezione con E271 ed E272);
- Kaunas (intersezione con E67 ed E271);
- Vilnius (intersezione con E271 ed E272).

### Bielorussia
La strada segue la M11 tra Lida e Slonim e la M1 da Slonim fino a Kobrin. Le tre località costituiscono le principali toccate in territorio bielorusso.

### Ucraina
In territorio ucraino la strada prende il nome di M19. Le principali località toccate sono le seguenti:
- Luc'k;
- Černivci.

### Romania
La strada segue la numerazione nazionale di strada 2 fino a Bucarest, diventando poi strada 5 fino al confine di stato. Le principali località toccate sono le seguenti:
- Siret;
- Suceava (intersezione con la E576);
- Roman (intersezione con la E583);
- Focșani;
- Bacău (intersezione con la E574);
- Mărășești (intersezione con la E581);
- Buzău;
- Urziceni (intersezione con la E60);
- Bucarest (intersezione con E60 ed E70);
- Giurgiu (intersezione con la E70).

### Bulgaria
Fino ad Haskovo, la strada è classificata con il numero 5. Da lì al confine di stato diventa strada 8. Le principali località toccate sono le seguenti:
- Ruse (intersezione con la E70);
- Bjala (intersezione con la E83);
- Veliko Tărnovo (intersezione con la E772);
- Stara Zagora (intersezione con la E773);
- Haskovo;
- Svilengrad (intersezione con la E80).

### Grecia
Sul territorio greco, la strada presenta la numerazione nazionale di strada 51. Da Didimoticho la strada costeggia il confine con la Turchia. Le principali località toccate sono le seguenti:
- Ormenio;
- Kastanies;
- Didymoteicho;
- Alessandropoli (intersezione con la E90).